# Batalla de Heraclea
La batalla de Heraclea tuvo lugar en el 280 a. C., en la ciudad de Heraclea, la actual Policoro, dando inicio a las Guerras Pírricas. Estas guerras fueron el último intento de las polis de la Magna Grecia de impedir la expansión por la península itálica de la joven República romana. Para conseguir frenar a los romanos llamaron en su ayuda al rey Pirro de Epiro; de ahí el nombre del conflicto.
Esta contienda enfrentó, por una parte, a las legiones de la República romana; unos 30 000 soldados, comandados por el cónsul Publio Valerio Levino, y por el otro lado a las fuerzas griegas combinadas del Reino de Epiro, Tarento, Turios, Metaponto y Heraclea; en total unos 25 000 hombres y 20 elefantes de guerra, comandados por Pirro de Epiro, uno de los mejores generales helenos de su época.
Los griegos se alzaron con la victoria debido a que los elefantes traídos eran animales desconocidos para los romanos, y el pavor que producían llevó a la desbandada del ejército romano.
Desde el punto de vista político, la victoria greco-epirota fue muy rentable, porque significó la incorporación a la coalición griega de una gran cantidad de ciudades de la Magna Grecia indecisas, que en ese momento buscaban la protección del rey epirota. Además esta victoria desde el punto militar fue decisiva para Pirro, pero también sirvió a una gran cantidad de ciudades de Campania y del Lacio para reafirmar su fidelidad a la República.
Se ha inscrito dentro de las luchas entre las polis de la Magna Grecia y la joven República romana por la hegemonía del sur de la península itálica, siendo el primer enfrentamiento entre el mundo romano y el mundo helénico.

## Contexto
A finales del siglo IV a. C., Tarento era una de las más importantes colonias de la Magna Grecia. La Magna Grecia no era una entidad política, sino que era un conjunto de ciudades creadas durante los siglos V y IV a. C. por colonos griegos en el sur de la península itálica y que estaban en constante guerra entre ellas. Tarento, por ejemplo, era una antigua colonia espartana.
Los dirigentes de Tarento, que en ese momento eran los demócratas Filocares y Enesias, se oponían a la República Romana por temor a que su ciudad perdiera la independencia a manos de una Roma en plena expansión. Esta actitud se acentuó tras las acciones militares romanas: la alianza entre los romanos y los lucanos en 298 a. C., la victoria en la tercera guerra samnita en 291 a. C., la sumisión de los sabinos en 290 a. C. y la victoria sobre los etruscos y los mercenarios galos.

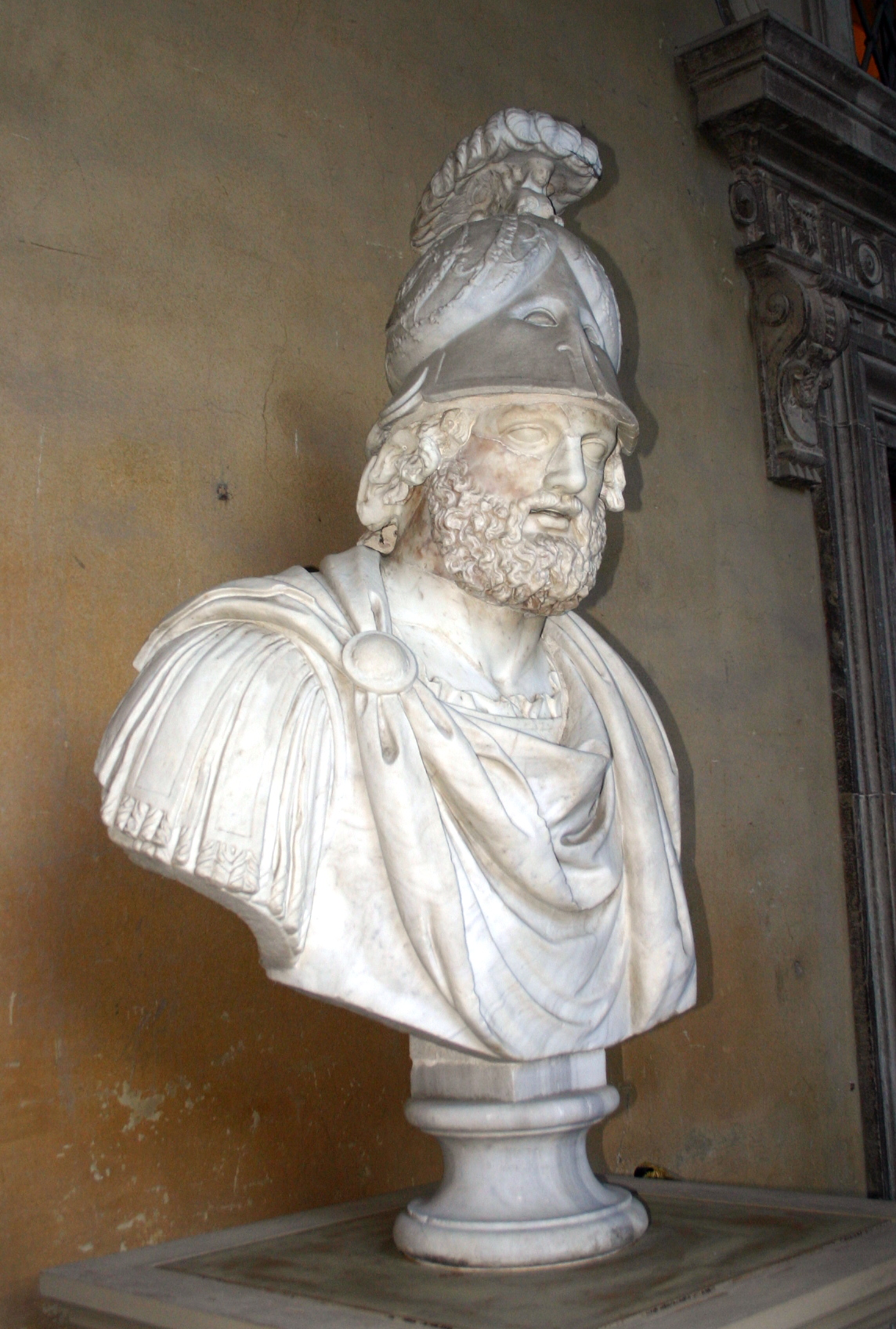
Busto de Pirro de Epiro, palacio Pitti de Florencia.

El historiador Pierre Grimal resalta las buenas relaciones entre Roma y las ciudades griegas durante las guerras samnitas y el desarrollo de las relaciones comerciales romanas con el Oriente.
Las guerras samnitas fueron una serie de conflictos (en concreto, tres) que duraron 50 años, y enfrentaron a la República romana contra los samnitas, un pueblo nativo de la península itálica. Fueron de una extrema dureza, llegando a amenazar la existencia de la misma Roma y concluyeron con la sumisión de estos al poder de Roma.
Las complicaciones en dicha guerra llevaron a la firma de un tratado en 303 a. C. entre Roma y Tarento que prohibió a los navíos romanos navegar al este del cabo Lacinium, cerca de Crotona, a cambio de la neutralidad de Tarento en los enfrentamientos entre sus dos vecinos. Este tratado impedía a los barcos de la República romana atravesar el golfo de Tarento para comerciar con Grecia y el Oriente, pero como en ese momento las guerras en la península itálica centraban la atención de la república, este tratado se mantuvo en segundo plano. Aunque, según el historiador Marcel Le Glay, para una facción política romana, liderada por los Fabio y otras grandes familias campanias que estaban a favor de la expansión por el sur de Italia y fuera de ella, el bloqueo de los derechos de navegación era un motivo de conflicto entre romanos y tarentinos.
Así, los romanos empezaron a extender su control por todo el sur de la península fundando colonias en Apulia y Lucania, y capturando la estratégica Venusia (291 a. C.). Hacia 285 a. C., tras una batalla contra los samnitas, las tropas romanas intervinieron en colonias griegas de Italia como Crotona, Locri y Rhegium para protegerlas de los ataques de lucanos y brutios.
Los demócratas de Tarento sabían que cuando los romanos acabaran la guerra contra sus vecinos, estos tratarían de apoderarse de la ciudad. Además, los tarentinos se inquietaron aún más al ver cómo los aristócratas de Turios decidían en 282 a. C. albergar una guarnición romana para hacer frente a los asaltos de los montañeses de Lucania. Otra guarnición de soldados campanios, que eran tropas aliadas de los romanos, se instaló en Rhegium, poniendo el estrecho de Mesina bajo protección romana. Estos actos se consideraron en contra de la libertad de las colonias de la Magna Grecia.
Los aristócratas liderados por Agis, la segunda fuerza política de Tarento, no se opusieron a la alianza con Roma si ello les permitía recuperar el control de la ciudad. Esta posición hizo muy impopulares a los aristócratas.

## Inicios del conflicto
En el otoño de 282 a. C., Tarento celebraba su festival en honor a Dioniso en su teatro al borde del mar, cuando sus habitantes vieron naves romanas entrando en el golfo de Tarento: en concreto, diez trirremes dirigidos por Publio Cornelio Dolabela que se dirigían hacia la guarnición romana de Turios en misión de observación, según el historiador Apiano.
Los tarentinos, disgustados por la violación por parte de los romanos del tratado que prohibía su entrada en el golfo de Tarento, lanzaron su flota contra las naves romanas. Durante el combate, cuatro naves romanas fueron hundidas y una fue capturada. El historiador romano Dion Casio dio otra versión del incidente: según esta versión Lucio Valerio, enviado por Roma a Tarento, se aproximaba a la ciudad. Los tarentinos, ebrios por los bacanales, creyeron que era un ataque romano y enviaron su flota, que hundió la flota romana. Después de este hecho, la armada y la flota tarentina atacaron la ciudad de Turios, restableciendo a los demócratas en el poder y persiguiendo a los aristócratas que se habían aliado con Roma. La guarnición romana fue expulsada de la ciudad.
Los romanos enviaron entonces una misión diplomática dirigida por Póstumo. Según Dion Casio, los embajadores romanos fueron recibidos con insultos y burlas de los tarentinos, e incluso un borracho orinó en la toga de Póstumo. Fue entonces cuando el embajador romano exclamó: «Reíros, reíros, vuestra sangre lavará mi ropa». Sin embargo, Apiano da una versión más neutral del encuentro: los romanos exigieron la liberación de los prisioneros romanos (presentados como simples observadores), el retorno de los ciudadanos de Turios que habían sido expulsados de su ciudad, y que los indemnizaran por los daños causados. También exigieron la entrega de los autores de esos crímenes. Las reivindicaciones romanas, unidas al choque cultural —por ejemplo, los embajadores romanos hablaban mal el griego y sus togas divertían a los asistentes—, causaron rechazo en la población tarentina. Por todo ello, las reivindicaciones romanas fueron rechazadas y Roma se sintió en su derecho de declarar una guerra «justa» a Tarento. Sabedores de sus pocas posibilidades de victoria contra Roma, los tarentinos pidieron ayuda a Pirro, rey de Epiro.

Movimientos del ejército epirota en la guerra contra Roma (280-275 a. C).

## Primeras intervenciones armadas
En el 281 a. C., bajo el liderazgo Lucio Emilio Bárbula, las legiones romanas entraron en Tarento y saquearon la ciudad, a pesar de que Tarento recibió refuerzos samnitas y mesapios. Después de su derrota, los griegos eligieron al aristócrata Agis para solicitar una tregua e iniciar las conversaciones con Roma. Estas negociaciones se rompieron al desembarcar la avanzadilla griega en la primavera de 280 a. C., compuesta por unos 3000 soldados epirotas, comandados por Milo de Tarento. Tras el reinicio de las hostilidades el cónsul romano Bárbula fue obligado a huir, bajo la presión de las naves griegas.
La decisión de Pirro I de ayudar a la polis de Tarento contra los romanos fue motivada por la ayuda que le proporcionó antes esta ciudad, durante la conquista de Corfú por los epirotas. Además los tarentinos le ofrecieron un posible ejército de 150 000 hombres y 20 000 soldados de caballería reclutables entre samnitas, lucanos y brutios. Como el objetivo principal era reconquistar Macedonia, que perdió en 285 a. C. a manos de Lisímaco, y en ese momento no tenía suficientes medios en su reino para reclutar nuevos soldados, aceptó ayudar a Tarento.
El comandante griego planeaba ayudar a Tarento, para dirigirse luego a Sicilia con el fin de atacar Cartago. Así, después de haber amontonado un botín considerable en la guerra contra Cartago y su conquista del sur de Italia, preveía reorganizar su ejército para, como se ha dicho en el párrafo anterior, recuperar Macedonia.

## Preparativos
Antes de salir de Epiro, el rey tomó prestadas algunas falanges al nuevo rey de Macedonia, Ptolomeo Cerauno (281-279 a. C.) y pidió ayuda financiera y marítima a Antíoco I, rey de Siria y a Antígono II Gonatas (hijo de Demetrio Poliorcetes). El rey de Egipto Ptolomeo II le prometió igualmente el envío de 4000 soldados de infantería y 5000 de caballería, junto con 20 elefantes de guerra.Parte de estas fuerzas deberían defender Epiro en ausencia de Pirro.
El monarca de Epiro reclutó también una gran cantidad de soldados griegos como, por ejemplo, caballería de Tesalia o arqueros rodanos.
En primavera de 280 a. C., el ejército griego embarcó hacia las costas italianas y envió a Tarento una vanguardia de 3000 hombres mandada por Cineas; luego trasladó en barco a 20 000 soldados de infantería, 3000 caballos, 20 elefantes de guerra, 2000 arqueros y 500 honderos, que equivalía a un ejército de 25 000 hombres.
Los romanos, prevenidos de la llegada inminente de las huestes epirotas, decidieron movilizar ocho legiones con sus auxiliares. Estas ocho legiones, que sumaban 80 000 soldados en total, estaban divididas en cuatro ejércitos:
- El primer ejército, comandado por Lucio Emilio Bárbula, tenía órdenes de mantener ocupados a los samnitas y lucanos, con el fin de que no pudieran unirse al ejército principal. Este ejército estaba acantonado en Venusia.
- El segundo tenía el deber de proteger Roma.
- El tercer ejército, bajo el mando del cónsul Tiberio Coruncanio, fue enviado a combatir a los etruscos para impedir una alianza de estos con las ciudades griegas.
- El cuarto, bajo el mando del otro cónsul Valerio Levino, fue enviado a atacar Tarento y asolar Lucania, con la intención de separar a las tropas griegas de las colonias griegas de Brucio.

Lavinio decidió capturar Heraclea, una ciudad fundada por los tarentinos. Lavinio tenía la intención de cortar el camino de Pirro hacia las colonias griegas de Calabria, para así evitar el levantamiento de estas ciudades contra Roma.

## Los ejércitos
La fuente habitual para los detalles de las batallas en esta época de la República es el escritor Tito Livio, pero desgraciadamente su bibliografía sobre este período es incompleta. A falta de detalles en otros autores antiguos, la cantidad de soldados griegos mencionados más abajo provienen de Plutarco, y la cantidad de tropas romanas se basan en estimaciones modernas probables, pero no precisas, de las fuerzas romanas y sus aliados.
| República Romana | Epiro y Tarento |
| --- | --- |
| Comandante : Publio Valerio Levino - 16 800 legionarios romanos repartidos en cuatro legiones. - 20 000 soldados de las ciudades aliadas repartidos entre esas cuatro legiones. - 1200 soldados de caballería romana. - Caballería aliada formada por varios miles de soldados. Algunos de los soldados tenían como misión proteger la campiña romana, y por tanto no participaron en las hostilidades. | Comandante : Pirro de Epiro - 20 000 soldados de infantería. - 3000 de caballería, incluida la proveniente de Tesalia. - 3000 hipaspistas mandados por Milo de Tarento. - 2000 arqueros. - 500 honderos rodios. - Hoplitas y caballería de Tarento. - 20 elefantes de guerra. |

## Desarrollo de la batalla
El comandante epirota no decidió inmediatamente marchar sobre Roma porque deseaba obtener, previamente, el apoyo de sus aliados de Magna Grecia, por lo que enroló sin miramientos efectivos tarentinos. Durante este tiempo el cónsul Lavinio asolaba Lucania para impedir a los lucanos y los brucios unirse a Pirro. Comprendiendo que los refuerzos lucanos y brucios tardarían en llegar, Pirro decidió aguardar a los romanos en una llanura cercana al río Siris, situada entre las ciudades de Heraclea y de Pandosia.En ese lugar tomó posición y decidió esperar a los romanos, confiando en que la dificultad para vadear el río le daría tiempo a que sus aliados se le unieran.
Antes de entablar el combate el rey envió a sus diplomáticos al cónsul romano Lavinio con el fin de proponer su propio arbitraje en el conflicto entre Roma y las poblaciones del sur de Italia y además prometió que sus aliados respetarían su decisión si los romanos finalmente lo aceptaban como árbitro.
Los romanos rechazaron la proposición e instalaron su campamento en la llanura situada en la orilla norte del río Siris. Valerio Levino disponía de entre 30 y 35 000 soldados bajo su mando, entre los que se encontraban una gran cantidad de jinetes. El número de tropas del rey que se dejaron en Tarento no se conoce pero se sabe, gracias a Plutarco, que había entre 25 y 30 000 soldados griegos en Heraclea por lo que estos disponían de menos efectivos que los romanos. Las falanges griegas tomaron posición sobre la orilla sur del río Siris.

Primera fase de la batalla.

Segunda fase de la batalla.

Dionisio de Halicarnaso en su Historia antigua de Roma, (libro XIX, 12) y Plutarco, que se inspira en la obra de Dionisio en su Vida de Pirro (XVI y XVII), son las fuentes que dan más detalles sobre cómo aconteció la batalla. Es por ello que los acontecimientos que se narran a continuación provienen principalmente de estas dos obras.
Al amanecer los romanos comenzaron a atravesar el río Siris y la caballería romana empezó a atacar los flancos de los exploradores griegos y su infantería ligera, que fueron forzados a huir. Tan pronto se supo que los romanos habían cruzado el río se ordenó a la caballería macedónica y tesalia atacar a la caballería romana. La infantería helena, compuesta por peltastas, arqueros e infantería pesada; comenzó a ponerse en marcha. La caballería de la vanguardia griega consiguió desorganizar las tropas romanas y provocar su retirada.
Durante el enfrentamiento, Oblaco Volsinio, jefe de un destacamento auxiliar de la caballería romana, reparó en Pirro gracias a que el general epirota llevaba un equipamiento y armas propios de un rey. Oblaco le siguió en sus desplazamientos y al final el soldado romano consiguió herirlo y descabalgarlo pero poco después resultó muerto a manos de la guardia personal del rey. El comandante heleno, para evitar constituir un blanco demasiado expuesto, le confió sus armas a Megacles, uno de sus oficiales.
Las falanges atacaron varias veces pero todos sus ataques eran respondidos por contraofensivas romanas. Aunque las tropas griegas lograron romper las primeras líneas romanas, no podían combatir contra ellas sin romper su formación pues se habrían arriesgado a dejar sus flancos expuestos a una peligrosa contraofensiva romana. Durante estos combates sin claro vencedor, Megacles, al que los romanos tomaron por Pirro, resultó muerto y en el campo de batalla se difundió la noticia de que el rey había muerto, lo que trajo la desmoralización del bando griego y elevó la moral romana. Para evitar una debacle, el rey tuvo que recorrer las filas griegas a cara descubierta para convencer a sus hombres de que todavía seguía vivo. En ese momento decidió enviar a sus elefantes de guerra a la batalla. Al ver a los elefantes, los romanos se asustaron y cundió el pánico entre sus caballos, no pudiendo continuar el ataque la caballería romana.
 La caballería epirota atacó en ese momento los flancos de la infantería romana. La infantería romana huyó, permitiendo a los griegos apoderarse del campamento romano. En las batallas antiguas el abandono del campamento por el adversario significaba una derrota total pues suponía abandonar todo: material, animales de carga, vituallas y equipaje individual. Los legionarios supervivientes huyeron a una ciudad apulia, probablemente perdiendo todo su equipo.
Plutarco da el número de bajas de la batalla citando dos fuentes bastante divergentes:
- Según el historiador griego Jerónimo de Cardia, el ejército romano perdió cerca de 7000 soldados, mientras los griegos perdieron 4000.
- Según Dionisio de Halicarnaso, las pérdidas fueron mucho más elevadas: cerca de 15 000 muertos romanos y 13 000 en el ejército comandado por Pirro.

Se añaden a esa cantidad 1800 romanos capturados, según Eutropio. Un historiador tardío, Pablo Orosio (380-418), da un balance de pérdidas romanas con una precisión sorprendente: 14 880 muertos y 1310 presos por parte de los soldados de infantería, 246 jinetes muertos y 502 presos, así como 22 estandartes perdidos. Los números de Pablo Orosio reducen los de Dionisio y Eutropio.
El general griego propuso a los presos romanos unirse a su ejército, como se hacía en Oriente con los contingentes mercenarios, pero estos se negaron.

## Consecuencias
Acabada la batalla, después de haber sido saqueado el campamento romano, los refuerzos que venían de Lucania y de Samnio se unieron al ejército vencedor. Muchas ciudades griegas también se unieron a Pirro. Un claro ejemplo fue Locros, que entregó la guarnición romana de la ciudad al epirota. En Rhegium, última posición de la costa meridional italiana controlada por Roma, el pretor campanio y comandante de la guarnición Decio Vibulo desertó y se proclamó administrador de Rhegium, masacrando a una parte de los habitantes y persiguiendo a otros, amotinándose así contra la autoridad romana.

El ejército combinado greco-epirota avanzó hacia el norte, en dirección a Etruria y capturó numerosas ciudades pequeñas de Campania, pero no pudo tomar Capua. Su recorrido se interrumpió en Anagni, a dos días de Roma (unos 30 kilómetros), cuando se encontró con otro ejército romano. Pirro se dio cuenta de que no disponía de bastantes soldados para luchar contra Lavinio y Bárbula a la vez, y que probablemente iban a enfrentarse a él. Con esa situación decidió retirarse. Los romanos prefirieron no perseguirlo.

Avance de Pirro hacia Roma tras su triunfo en la batalla de Heraclea.

Más tarde, el cónsul Cayo Fabricio Luscino fue enviado para negociar el intercambio de los presos capturados en la batalla de Heraclea. Hay dos versiones respecto a este hecho histórico:
- Una proveniente de Frontino, que explica que aunque Cayo Fabricio Luscino se negó a aceptar los presentes del rey, este último le confió los presos para llevarlos a Roma con la condición de que retornaran si el Senado romano se negaba a pagar el rescate. Al no haber admitido el Senado las demandas de Pirro Fabricio se los tuvo que reenviar, respetando así su promesa.[30]
- La otra versión, proveniente de Plutarco, es que Cayo Fabricio Luscino negoció la devolución de los prisioneros, que fueron liberados sin condiciones. Además Cíneas, consejero y diplomático de Pirro, viajó a Roma para ofrecer la paz, pero la intervención del anciano senador Apio Claudio convenció al Senado para continuar la guerra. En respuesta por la liberación de los prisioneros romanos, el Senado romano devolvió a un número equivalente de prisioneros samnitas y tarentinos.[31]

Tras no poder tomar Roma, el rey de Epiro decidió volver a Tarento. En su retirada hacia el sur, éste fue alcanzado por un ejército romano, comandado por Publio Decio Mus en una llanura rodeada de colinas cerca de la ciudad de Ausculum, a 130 km de Tarento. Al no tener posibilidades de retirarse decidió entablar combate, venciendo otra vez gracias al uso de los elefantes.
Sabiendo que pese a la victoria su situación era desesperada, debido a las grandes pérdidas que había sufrido en la batalla de Ásculo, el comandante griego ofreció una tregua a Roma. Sin embargo, el Senado Romano se negó a aceptar cualquier acuerdo mientras hubiese tropas del ejército «invasor» en territorio italiano. Roma decidió entonces firmar un tratado con Cartago contra Pirro, lo que cortó su carrera militar, ya que las ciudades griegas, a las que él decía defender sentían que por su culpa habían perdido la oportunidad de aliarse tanto con Roma como con Cartago. La única esperanza griega habría sido aliarse con una de las dos potencias y provocar un enfrentamiento entre ellas.
Muchas de las ciudades más importantes le retiraron el apoyo. Además, el hecho de que pese a seguir venciendo en todas las batallas perdiera más hombres de los que se podía permitir, llevó a que se trasladara a Sicilia luego de dos campañas. Allí, los cartagineses ya se encontraban asediando Siracusa por lo que el general griego se desvió y tomó posiciones en Panormo, negándose a entregar Sicilia a Cartago. Los griegos llegaron a acorralar a estos en Lilibea. Finalmente, las falanges serían derrotadas en suelo itálico en la batalla de Benevento en el año 275 a. C., tras esto la expedición griega regresó a Epiro. 

Territorios de Roma y Cartago tras las Guerras Pírricas y antes del inicio de la primera guerra púnica.

La batalla de Heraclea junto con la de Ausculum, representaron la última resistencia de la Magna Grecia frente a la joven República romana que extendía su hegemonía sobre la península italiana. A pesar de ambas victorias, la derrota en Benevento marcó el principio de la decadencia militar del mundo griego en provecho del mundo romano.
La derrota de Pirro también significó el ascenso de la República romana como una potencia capaz de rivalizar con el Imperio cartaginés por el dominio de la cuenca del Mediterráneo occidental. Por este motivo, los cartagineses comenzaron a recelar del poder de Roma y las posteriores tensiones entre ambos estados finalmente provocaron el estallido de las guerras púnicas, que concluyeron con la total destrucción de la propia ciudad de Cartago.

## Citas
- Viendo las grandes pérdidas sufridas en la batalla y debido a que se le felicitaba por la victoria, Pirro dijo: «Otra victoria como ésta y tendré que regresar a Epiro solo.»[37] Y dio lugar al término «victoria pírrica» para referirse a una victoria que se consigue con tal costo que incapacita al vencedor para nuevas contiendas.[38]
- Después de su victoria, el rey griego observó que los soldados romanos habían sido matados de frente[nota 18] y pronunció estas palabras: «Con tales hombres habría podido conquistar el universo.»[39]
- Encontrando el ejército de Lavinio mucho más numeroso que antes, el comandante epirota exclamó: «Destrozados, los batallones de los romanos renacen como la hidra.»[40]

#### Autores antiguos
- Apiano. Historia de Roma. Las guerras samnitas.
- Dion Casio (2004). «Libro IX (capítulo CV y siguientes)». Historia romana, Libros I-XXXV (Fragmentos). ISBN 978-84-249-2728-8.
- Dionisio de Halicarnaso (1988). «Volumen IV: libros X-XI y fragmentos de los libros XII-XX (XX)». Historia antigua de Roma. Editorial Gredos. ISBN 978-84-249-1368-7.
- Lucio Anneo Floro. Epítome de la historia de Tito Livio. Madrid: Editorial Gredos. ISBN 978-84-249-2270-2.
- Marco Juniano Justino. «Libro XVIII». Epítome de las "historias filípicas" de Pompeyo Trogo.
- Plutarco (2007). «Volumen IV: Arístides & Catón; Filopemen & Flaminino; Pirro & Mario». Vidas paralelas. Madrid: Editorial Gredos. ISBN 978-84-249-2867-4.
- Polibio (1983/1997). «Libro I, 1». Historias. Madrid: Editorial Gredos. ISBN 978-84-249-1841-5.
- Tito Livio (1990). «Volumen III: Libros VIII-X». Ab Urbe condita libri. ISBN 978-84-249-1441-7.
- Tito Livio. Periochae.

#### Autores modernos
- Jérôme Carcopino (1961/1992). «Pyrrhus, conquérant ou aventurier?». Profils de conquérants (en francés). Flammarion. ISBN 2080500899.
- Adrian Goldsworthy (2005). El ejército romano. Madrid: Akal. ISBN 978-84-460-2234-3.
- Theodor Mommsen; C. A. Alexandre (2003). «Libro II, capítulo VII. Guerra entre Roma y el rey Pirro». Historia de Roma. ISBN 978-84-7506-598-4.
- John Drogo Montagu (2000). Battles of the Greek and Roman Worlds (en inglés).
- J.M. Roldan Hervás (1987). «Tomo 1. La República romana». Historia de Roma. Cátedra. ISBN 978-84-3760-307-0.
- Eugène Talbot (1875). Historia romana.

### Extractos
- Floro, Epítome de la historia de Tito Livio, libro I, XVIII.

XVIII. - Guerra contra Tarento y contra el rey Pirro - (471-481 ab urbe condita)

Apud Heracleam Campaniae fluuiumque Lirim Laeuino consule prima pugna, quae tam atrox fuit ut Ferentanae turmae praefectus Obsidius, inuectus in regem, turbauerit coegeritque proiectis insignibus proelio excedere. Actum erat, nisi elephanti conuerso in spectaculum bello procucurrissent, quorum cum magnitudine tum deformitate et nouo odore simul ac stridore consternati equi, cum incognitas sibi beluas amplius quam erant suspicarentur, fugam stragemque late dederunt.
Esto fue cerca de Heraclea, en el Liris, río de Campania, y bajo las órdenes del cónsul Levino, que luchó la primera batalla. Fue tan terrible la batalla que Obsidio, comandante de la caballería frentana, cargando contra el rey, lo forzó a salir de la batalla, perdiendo las marcas de su dignidad. Tras esto acudieron los elefantes que convirtieron, para los romanos, el combate en espectáculo. Su masa, su deformidad, su olor desconocido, su grito agudo, espantaron a los caballos que, considerando a estos enemigos más temibles que eran en efecto, causaron una derrota vasta y sangrienta.

Obra completa de Floro en latín.
- Marco Juniano Justino, Epítome de las "historias filípicas" de Pompeyo Trogo, libro XVIII.

[18,0] LIBRO XVIII. Guerra en Italia y en Sicilia. Debate sobre la historia antigua de Cartago.

[18,1] I. PIRRO, rey de Epiro, presionado por una nueva embajada de Tarento, y por los ruegos de los samnitas y de los lucanos que necesitaban ayuda contra los romanos y cediendo al menos a los votos de estos pueblos suplicantes, que con la esperanza de conquistar Italia, se compromete en enviarles un ejército. Ya atraído por esta expedición, el ejemplo de sus antepasados terminó de arrastrarlo allí. Temía quedarse por debajo de su tío Alejandro, que había defendido la mismo Tarento contra brucios; o de mostrar menos audacia que Alejandro Magno, que había subyugado Oriente llevando sus armas más allá de sus estados. Le confía pues a la guardia de su reino a Ptolomeo, su hijo, de quince años, y desembarca su ejército en el puerto de Tarento, conduciendo con él a Alejandro y Heleno, sus hijos más jóvenes, para distraer el aburrimiento de una guerra tan lejana. Alertado de su llegada, y presionado a combatirlo antes de que hubiera recibido ayuda de sus aliados, el cónsul romano Valerio Levino se apresuró a presentarle la batalla. A pesar de la inferioridad numérica, el rey no vaciló en absoluto en aceptar. Los romanos ya tenían la ventaja, cuando el aspecto de los elefantes, cuando no conocían en absoluto todavía, les provocó un pavor súbito, y les hizo huir rápidamente: los macedonios debieron a un monstruo nuevo quitarles la victoria a sus vencedores. Pero costó caro a los enemigos. Pirro fue herido gravemente, y perdió una parte de su ejército: tuvo que honrar más que a alegrarse de su triunfo. Este primer éxito le abrió las puertas de un gran número de ciudades. Vemos, entre otras cosas, a los locrenses, abrazando el partido de Pirro, entregarle la guarnición romana. El rey devolvió sin rescate a doscientos soldados romanos caídos en su poder, para que Roma conociera su generosidad, como había probado su valor. Pocos días después, el ejército de los aliados que se le hubo unido, libra la segunda batalla donde obtuvo el mismo éxito que en la primera.

Original de la traducción en francés. Original en latín.
- Polibio, Historia general, libro I, 1.

Algún tiempo después, y un año antes de que los galos emprendieran su irrupción en Grecia, fueran deshechos en Delfos y se fueran a Asia; los tarentinos, temiendo que los romanos tomaran venganza del insulto que les habían hecho a sus embajadores, llamaron a Pirro a su socorro. Los romanos que habían sometido a tirrenos y los samnitas, y habían ganado varias victorias sobre los galos situados en Italia, pensaron entonces en la conquista además de este país, al cual no miraban como extranjero, sino como a lo que les pertenece a ellos como propio, por lo menos la mayor parte. Ejercitados y curtidos por los combates que habían sostenido contra los samnitas y los galos, todos se propusieron marchar contra Pirro, lo echaron de Italia, y acabaron luego con los que habían tomado partido por él.

Original de la traducción en francés.